# Phantom Suite (album)
Phantom Suite jest albumem jazzowym wydanym pod szyldem The Jazz Police na którym wokalnie udziela się Tamara Wimer, obecnie znana jako Isis Gee. Album ten został nagrany w Seattle, jest to jeden z dwóch nagranych wspólnie przez Isis Gee i Daniela Barry.

## Lista utworów
1. Phantom Suite
2. Simone
3. Baby Weezer
4. Madama Butterfly
5. East Palm Drive
6. Will Power
7. Peasant’s Lullabye
8. Only You
9. From Another World (duet z Dean Mochizuki)
10. Savanna (68:56)
11. Music of Daniel Barry — To & Fro
12. Ancestors
13. Two to Tango
14. Miss Leisure
15. The Hidding Place
16. Sleep Baby Sleep
17. Black Bean Boss
18. The Phoenix
19. In the Beginning (52:23)

Inna edycja albumu zawiera taką listę utworów.
1. To & Fro 5:10
2. Ancestors 4:55
3. Two To Tango 8:07
4. Miss. Leisure 5:56
5. The Hidding Place 6:06
6. Sleep Baby Sleep 3:14
7. Black Bean Boss 5:31
8. The Phoenix 5:01
9. In The Beginning... 7:56